# 沙蘭加區

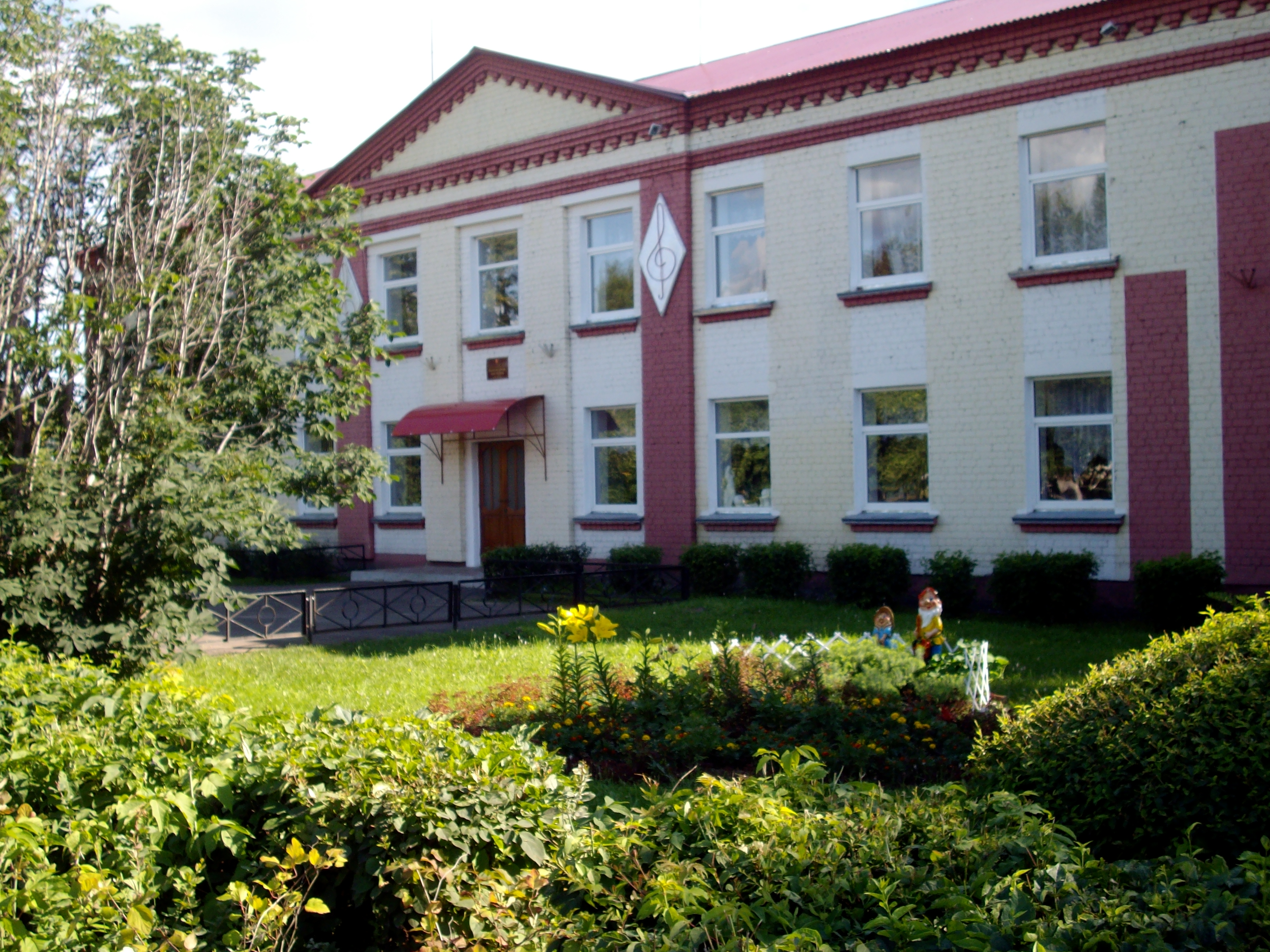

57°10′17″N 46°32′25″E / 57.17139°N 46.54028°E
沙蘭加區（俄语：Шарангский район），是俄羅斯的一個區，位於該國西部，由下諾夫哥羅德州負責管轄，始建於1929年，面積1,595.8平方公里，2010年人口12,450，人口密度每平方公里7.8人。